# Leonardtown
Leonardtown är en småstad (town) i den amerikanska delstaten Maryland med en yta av 8 km² och en folkmängd, som uppgår till 1 896 invånare (2000). Leonardtown är administrativ huvudort i St. Mary's County. Orten var först känd som Newtown och sedan som Seymour Town. Namnet ändrades därefter till Leonardtown efter Benedict Leonard Calvert som var son till Charles Calvert.